# Зольново
 Зольново — опустевшая деревня в Ивановском районе Ивановской области. Входит в состав Тимошихского сельского поселения.

## География
Находится в центральной части Ивановской области на расстоянии приблизительно 20 км на восток-северо-восток по прямой от вокзала станции Иваново.

## История
Деревня уже была на карте 1808 года. В 1859 году здесь (тогда деревня Шуйского уезда Владимирской губернии) было учтено 5 дворов.

## Население
Постоянное население составляло 31 человек (1859 год), 0 как в 2002 году, так и в 2010.